# اوکجا
اُکجا (به انگلیسی: Okja؛ به کره ای: 옥자) یک فیلم ماجراجویی اکشن سال ۲۰۱۷ به کارگردانی بونگ جون هو و نویسندگی بونگ جون هو و جان رانسون، دربارهٔ دختری است که یک «سوپر خوک» اصلاح‌شده ژنتیکی را پرورش می‌دهد. در این فیلم که تولید مشترک بین کره جنوبی و ایالات متحده آمریکا است، گروه بازیگر کره‌ای، بازیگر کودک آن سو هیون، و بازیگران بیون هی بونگ، یون جه مون و چوی وو شیک و بازیگران هالیوودی تیلدا سوینتن، پل دینو، استیون ین، لی‌لی کالینز، شرلی هندرسون، دنیل هنشال، دوون بوستیک، جانکارلو اسپوزیتو و جیک جیلنهال بازی می‌کنند و فیلمبردار آن داریوش خنجی است.

## داستان
اوکجا داستان شخصی به نام می‌جا را روایت می‌کند که یک دوست خوب دارد. دوست او اوکجا که یک حیوان عظیم‌الجثه است با او بسیار مهربان است و این دو با هم بسیار صمیمی هستند و همیشه از هم مراقبت می‌کنند تا جان همدیگر را نجات دهند و همیشه در کنار هم باشند و اوقات خوبی را بگذرانند. یک دختر جوان به نام میجا هر نوع خطری را به جان می‌پذیرد، تا از خطر ربایش بهترین دوستش توسط یک شرکت چند ملیتی جلوگیری کند. دوست می‌جا حیوان عظیمی است به نام اوکجا که بسیار خجالتی و درونگرا است. حیوان درون فیلم یک حیوان منحصر به فرد است که به گفته کارگردان فیلم تا اکنون همچین حیوانی دیده نشده‌است.

## بازیگران
- آن سو هیون در نقش می‌جا
- تیلدا سوئینتن در نقش لوسی میراندو
- جیک جیلنهال
- پل دانو در نقش جِی
- استیون ین در نقش کِی
- لی‌لی کالینز در نقش رِد
- جانکارلو اسپوزیتو در نقش فرانک داوسن
- کلی مکدونالد
- دوون بوستیک در نقش سیلور
- بیون هی بونگ
- شرلی هندرسون در نقش جنیفر
- چوی وو شیک
- یون جه مون
- لی بونگ ریون

## انتشار
فیلم در تاریخ ۲۷ ژوئن ۲۰۱۷ توسط نتفلیکس منتشر شد.